# Toomas Napa
Toomas Napa (ur. 5 grudnia 1953 w Tartu) – radziecki i estoński kierowca wyścigowy.

## Kariera
W latach 1969–1971 był kartingowym mistrzem Estonii w klasie 125 cm³. Następnie zaczął ścigać się samochodami jednomiejscowymi. W 1974 roku był mistrzem Sowieckiej Formuły 4, natomiast rok później zajął trzecie miejsce w klasyfikacji tej serii. W 1976 roku Napa zadebiutował w Sowieckiej Formule 3, zdobywając wówczas trzecie miejsce w klasyfikacji. Wynik ten powtórzył w sezonie 1981. W roku 1982 zdobył swój pierwszy tytuł w tej serii, po czym osiągnięcie to powtórzył w latach: 1983, 1984, 1985 i 1987.
W sezonie 1978 był drugi w klasyfikacji Sowieckiej Formuły Wostok. W latach 80. uczestniczył w Formule Easter, najlepiej kończąc zmagania w 1985 roku (drugie miejsce). W roku 1987 wygrał Puchar Pokoju i Przyjaźni. W sezonie 1989 został wicemistrzem Estońskiej Formuły 3. W 1990 roku wygrał z kolei Bałtycką Formułę 4.

## Wyniki w Sowieckiej Formule 3
| Legenda oznaczeń w tabelach wyników Wyświetl szablon na nowej stronie | Legenda oznaczeń w tabelach wyników Wyświetl szablon na nowej stronie                                                                     |
| Oznaczenie                                                            | Wyjaśnienie |
| --------------------------------------------------------------------- | --- |
| Złoty                                                                 | Zwycięzca lub mistrzostwo |
| Srebrny                                                               | 2. miejsce lub wicemistrzostwo |
| Brązowy                                                               | 3. miejsce lub II wicemistrzostwo |
| Zielony                                                               | Ukończył, punktował (w klasyfikacji generalnej, gdy zdobył co najmniej jeden punkt na przestrzeni sezonu, poza trzema powyższymi opcjami) |
| Niebieski                                                             | Ukończył, nie punktował (w klasyfikacji generalnej, gdy nie zdobył co najmniej jednego punktu na przestrzeni sezonu)                      |
| Czerwony                                                              | Nie zakwalifikował się (NZ) |
| Czerwony                                                              | Nie prekwalifikował się (NPK) |
| Różowy                                                                | Nie ukończył (NU) |
| Różowy                                                                | Niesklasyfikowany (NS) (w klasyfikacji generalnej, gdy nie został sklasyfikowany w żadnym wyścigu sezonu)                                 |
| Czarny                                                                | Zdyskwalifikowany (DK) |
| Czarny                                                                | Wykluczony (WYK/EX) |
| Biały                                                                 | Nie wystartował (NW) |
| Biały                                                                 | Kontuzjowany (K/INJ) |
| Biały                                                                 | Wyścig odwołany (OD/C) |
| Bez koloru                                                            | Został wycofany (WYC/WD) |
| Bez koloru                                                            | Nie przybył (NP/DNA) |
| Bez koloru                                                            | Nie brał udziału w treningach (NT/DNP) |
| Bez koloru                                                            | Nie został zgłoszony (–) |
| Pogrubienie                                                           | Start z pole position |
| Kursywa                                                               | Najszybsze okrążenie wyścigu |
| †                                                                     | Nie ukończył, ale jego rezultat został zaliczony ze względu na przejechanie więcej niż 90% dystansu wyścigu.                              |
| *                                                                     | Sezon w trakcie |
| 1/2/3                                                                 | Punktowana pozycja w sprincie kwalifikacyjnym                                                                                             |
| Lista systemów punktacji Formuły 1                                    | |

| Rok  | Zespół         | Samochód    | Silnik | Wyniki w poszczególnych eliminacjach | Wyniki w poszczególnych eliminacjach | Wyniki w poszczególnych eliminacjach | Wyniki w poszczególnych eliminacjach | Pkt.  | Msc. |
| ---- | -------------- | ----------- | ------ | ------------------------------------ | ------------------------------------ | ------------------------------------ | ------------------------------------ | ----- | ---- |
| 1976 |                |             |        |                                      |                                      |                                      |                                      | 255   | 3    |
| 1976 | Jõud Tallinn   | Estonia 18M | Łada   | 3                                    | 3                                    | 3                                    | 2                                    | 255   | 3    |
| 1981 |                |             |        |                                      |                                      |                                      |                                      | 161   | 3    |
| 1981 | Jõud Tallinn   | Estonia 20  | Łada   | 5                                    | 1                                    | NU                                   |                                      | 161   | 3    |
| 1982 |                |             |        |                                      |                                      |                                      |                                      | 200   | 1    |
| 1982 | Jõud Tallinn   | Estonia 20  | Łada   | 1                                    | 1                                    | NU                                   |                                      | 200   | 1    |
| 1983 |                |             |        |                                      |                                      |                                      |                                      | 200   | 1    |
| 1983 | Jõud Tallinn   | Estonia 21M | Łada   | 1                                    | 1                                    |                                      |                                      | 200   | 1    |
| 1984 |                |             |        |                                      |                                      |                                      |                                      | 200   | 1    |
| 1984 | Jõud Tallinn   | Estonia 21M | Łada   | 1                                    | 1                                    | -                                    |                                      | 200   | 1    |
| 1985 |                |             |        |                                      |                                      |                                      |                                      | 200   | 1    |
| 1985 | Jõud Tallinn   | Estonia 21M | Łada   | 1                                    | 1                                    | -                                    |                                      | 200   | 1    |
| 1986 |                |             |        |                                      |                                      |                                      |                                      | 114   | 4    |
| 1986 | Jõud Tallinn   | Estonia 21M | Łada   | 1                                    | NU                                   |                                      |                                      | 114   | 4    |
| 1987 |                |             |        |                                      |                                      |                                      |                                      | 330,5 | 1    |
| 1987 | DOSAAF Tallinn | Estonia 21M | Łada   | 1                                    | 1                                    | 1                                    | 2                                    | 330,5 | 1    |